# Alice Regnault à cheval ou L'Amazone
Alice Regnault à cheval ou L'Amazone (en italien, L'amazzone (Alice Regnault a cavallo)) est une peinture à l'huile sur bois (69 × 58 cm) du peintre italien Giovanni Boldini. Datée vers 1879, elle est conservée à la Galerie d'art moderne de Milan par le legs Vaghi Ercole en 1955.

## Histoire
Le monde du théâtre et des spectacles fascine Boldini qui retrouve chez le actrices, comme Alice Regnault, Réjane ou Geneviève Lantelme, et chez les danseuses, comme Mme Torri ou Cléo de Mérode, l'idéal de beauté qu'il poursuit en peinture. Dans les années 1880, il exécute deux portraits d'Augustine-Alexandrine Roulet (1849-1931), dite Alice Regnault, future épouse de l'écrivain Octave Mirbeau, qui avait commencé en 1871 une brève carrière théâtrale sous le nom d'Alice Regnault. Le second  est une représentation inachevée et intime de la jeune femme dans une robe très déshabillée, Portrait de l'actrice Alice Regnault (vers 1884). 

## Analyse
Représentation de l'actrice en cavalière, il s'agit de l'un des rares portraits de Boldini en extérieur, dont la composition rappelle la grande Allée cavalière au bois de Boulogne qu'Auguste Renoir avait réalisée pour le Salon des artistes français de 1873. Boldini y démontre son habileté pour la peinture équestre, rendant parfaitement la robe alezane de l'animal, ainsi que la finesse et la nervosité de ses jambes. Le cheval semble le véritable sujet du tableau, faisant presque oublier la jeune femme, qui porte avec élégance une robe d'amazone, longue et noire, qui met en valeur la finesse de sa taille.